# Arion (Iowa)
Pour les articles homonymes, voir Arion.
Arion est une ville du comté de Crawford, en Iowa, aux États-Unis. La ville est baptisée en l'honneur du poète Arion de Méthymne. Elle est incorporée le 31 mai 1894. 

## Source de la traduction
- (en) Cet article est partiellement ou en totalité issu de l’article de Wikipédia en anglais intitulé « Arion, Iowa » (voir la liste des auteurs).